# Unu (revistă)
unu. avangarda literară a fost o revistă literară avangardistă condusă de Sașa Pană și Moldov, tipărită la București și Dorohoi între aprilie 1928 și decembrie 1932, care împletea elemente de dadaism și suprarealism. Inițial, publicația urma să fie numită doi la al doilea număr, trei la al treilea număr etc., dar numele său a rămas până în 1932 unu.

## Despre revistă
Primele 10 numere au fost tipărite la Dorohoi, celelalte la București. La începuturi, tirajul cuprindea 100 de exemplare, pentru ca la ultimele numere să se ajungă la 500 de exemplare. Numărul 18 al revistei n-a fost niciodată publicat, iar numărul 51 a fost distribuită în sub 50 de exemplare la nunta lui Moldov. 
De-a lungul timpului, revista a cuprins texte și desene de autori precum Sașa Pană, Moldov, Madda Holda, Geo Bogza, Urmuz, Victor Brauner, Stephan Roll, Ilarie Voronca, Tristan Tzara, Vasile Dobrian, Benjamin Fondane, Aurel Zaremba, Jean David, André Breton, Robert Desnos, Paul Éluard, Man Ray, dar și Ion Călugăru, Ilarie Voronca, Claude Sernet, Jules Perahim, M. H. Maxy, Marcel Iancu, Man Ray, Theo van Doesburg, Louis Aragon, Gomez de la Serna, Moussinac, Vitrac, Vicente Huidobro, René Daumal, Maiakovski, Gherasim Luca etc.
La sfârșitul perioadei de apariție a revistei Unu s-a schimbat atitudinea față de suprarealism. Acesta a fost renegat odată cu afirmarea necesității unui angajament politic de stânga. Revista a dispărut în 1932 datorită unor conflicte între între Voronca și membrii revistei Unu care nu doreau transformarea ei într‑un fel de monitor oficial.
Toată colecția revistei unu se află în „Biblioteca Sașa Pană” - afiliată Bibliotecii Academiei -, pe strada Alecu Russo, în București.

### Pasiuni
La o licitație ținută în 2007, primele trei numere ale revistei unu, apărute în perioada aprilie-iunie '28, au fost licitate până la 7.800 lei, o sumă de aproape 20 de ori mai mare decât estimările.

## Reviste omonime
- UNU, revistă de ofensivă a transmodernismului (revistă de cultură) editată la Oradea din martie 1990 și la Târgu Jiu din martie 2005. Director: Ioan Țepelea; consilier: Ion Popescu-Brădiceni. Redactori-șefi: Ioana Silvia Țepelea și Silviu Doinaș; redactor principal: Gelu Birău.[6] Revista, care a fost editată cu sprijinul Editurii "Cogito" și al Fundației Soroș pentru o societate deschisă[7], și-a încetat apariția.